# يوشيوكي ايشيهارا
يوشيوكي ايشيهارا (باليابانية: 石原慶幸؛ بالكانا: いしはら よしゆき) هو لاعب كرة قاعدة ياباني، ولد في 7 سبتمبر 1979 في غيفو في اليابان.

## وصلات خارجية
- يوشيوكي ايشيهارا على موقع الدوري الياباني لكرة القاعدة (الإنجليزية)
- يوشيوكي ايشيهارا على موقعبيزبول رفرنس.كوم (الدوري الثانوي) (الإنجليزية)